# Tito Francia
Fioravante Francia, conocido como Tito Francia (Mendoza, 1 de marzo de 1926 - Mendoza, 30 de diciembre de 2004), fue un polifacético músico y guitarrista argentino, que se destacó en la ejecución y composición de música folklórica de Argentina, tango, jazz y música clásica.

## Biografía
Francia estableció una dupla creativa con el poeta Armando Tejada Gómez, con quien escribió varios temas que ingresaron al cancionero argentino. Junto a Mercedes Sosa, Armando Tejada Gómez y otros artistas mendocinos, uno de los iniciadores del Movimiento del Nuevo Cancionero que daría origen a la nueva canción latinoamericana.
Entre las canciones compuestas por Tito Francia se encuentra Zamba azul, una de las zambas más bellas, con letra de Armando Tejada Gómez e interpretación original de Mercedes Sosa.
Otras composiciones son las canciones Trovador del rocío, Regreso a la tonada, y las obras clásicas Sinfonía Hiroshima y la suite Ruralia, poemas sinfónicos, un concierto para piano y orquesta, un concierto para violín y orquesta, dos conciertos para guitarra y orquesta, la música de la ópera coreográfica popular fue realizada casi en su totalidad por Tito Francia perteneciente a la Fiesta Nacional de la Vendimia durante los años 1967, 1974 y 1975.
Francia era hincha del club de fútbol Independiente Rivadavia.
Trabajó con figuras de la canción como Edmundo Rivero, Roberto Rufino, Jorge Sobral, Antonio Tormo, Roberto Goyeneche y Hugo del Carril. Se destaca también las presentaciones que realizó junto a Edmundo Rivero y Astor Piazzolla en el Lincoln Center y en el Carnegie Hall (en Nueva York). También formó parte del reconocido conjunto criollo generacional, llamado Los Trovadores de Cuyo.
Tito Francia falleció el 30 de diciembre de 2004 a la edad de setenta y ocho en su ciudad natal.
Los guitarristas Jorge Troyano (alumno de Tito Francia) y Bernardo Vázquez están concentrados en la recopilación, grabación y difusión de la obra completa para guitarra del compositor y guitarrista Tito Francia. Como así también la profesora María Inés García lleva a cabo una importante investigación y análisis de la obra del compositor.
El 9 de julio de 2008 se llevó a cabo el estreno mundial de su obra Quinteto para guitarra y orquesta de cuerdas por la Orquesta Filarmónica de Mendoza, bajo la batuta de Pablo Herrero Pondal, actuando como guitarra solista Jorge Troyano, con un arreglo para cuerdas de Polo Martí. Este quinteto, junto con el Segundo concierto para guitarra y orquesta y parte de la obra inédita de Francia, fue recuperado gracias a la investigación de Jorge Troyano y Bernardo Vázquez.

## Discografía
- 1973: Fiesta para cuerdas LP, EMI Odeón 6898 estéreo (1973).
- 1973-2001: Polifacético (1973-2001).